# Коу-Ата
Коу-Ата (туркм. Köw-Ata) — підземне озеро в Бахерденській печері. 

## Етимологія
Назва озера в перекладі з туркменської означає «батько печер».

## Географія
Озеро, як і печера розташоване за 110 км від Ашхабада, неподалік від кордону з Іраном.

## Історія
Перші наукові дані про печеру та підземне озеро з'явилися в 1856 році, але широку популярність вона здобула після публікації в 1896 році нотатки в місцевій пресі, в якій повідомлялося про те, що завдяки турботі службовців залізничної станції Бахарлі для зручності спуску в печеру встановлені дерев'яні сходи. З цього часу печера та озеро стали популярним туристичним місцем для жителів Туркменістану.

## Геологія
Вода озера містить 38 хімічних елементів. Серед них: сірка, йод, магній, калій, натрій, сульфати, алюміній, бром, залізо, стибій. Температура води в озері 33-38 градусів.

## Флора та фауна
У печері, де розташовується озеро, проживає колонія кажанів, гризуни, птахи та близько 50 видів безхребетних.